# Route 580 (Nouveau-Brunswick)
Pour les articles homonymes, voir Route 580.
La route 580 est une route locale du Nouveau-Brunswick située dans l'ouest de la province, environ 10 kilomètres au nord-est de Hartland, et 15 kilomètres à l'est de Florenceville. Elle traverse une région vallonneuse et peu boisée. De plus, elle mesure 15 kilomètres, et est une route de gravier sur toute sa longueur.

## Tracé
La 580 débute à Lower Windsor, comme la suite de la route 104 ouest, qui bifurque vers la gauche. Elle possède 2 courbes en début de parcours, puis elle traverse les petites municipalités de Windsor et Esdraelon. Elle se termine à Glassville, sur la route 107. 

## Intersections principales
| route 580              |               |    |                                                     |                          |
| Comté                  | Location      | km | Intersection/Destinations                           | Notes                    |
| Comté de Carleton      | Lower Windsor | 0  | R-104, Cloverdale (en), Hartland                    | extrémité sud de la 580  |
| Comté de Carleton      | Esdraelon     | ~9 | Chemin Gilmore est, Hemohill Corner, Knowlesville   |                          |
| Comté de Carleton      | Esdraelon     | 10 | Chemin East Coldstream sud, East Coldstream, Bannon |                          |
| Comté de Carleton      | Glassville    | 15 | R-107, Florenceville, Highlands, Cross Creek        | extrémité nord de la 580 |
| Gris: Route de gravier |               |    |                                                     |                          |